# 155 (число)
155 (сто пятьдесят пять) — натуральное число, расположенное между числами 154 и 156.

## Математические свойства
- 155 — нечётное составное[1] трёхзначное число.
- Сумма цифр этого числа — 11
- Произведение цифр этого числа — 25
- Квадрат числа 155 — 24 025
- 51-е полупростое число[2]
- 155 — сумма простых чисел между его наименьшим и наибольшим делителями (включая их): 155=5+7+11+13+17+19+23+29+31[3][4]. Другие числа этой последовательности, меньшие миллиарда — 10, 39 и 371[5][6].
- Число 155 также — наименьшее основание системы счисления, в которой существуют легко проверяемые признаки делимости на первые шесть простых делителей. Строгое определение последовательности таких чисел для N простых делителей следующее: a(n) — наименьшее m >= 2, для которого набор простых делителей m, m-1 и m+1 содержит по меньшей мере первые n целых чисел. Первые 10 членов этой последовательности 2, 4, 6, 21, 155, 441, 2925, 10165[7][8].
- 155 — единственное трёхзначное число n, для которого nn−n+1 даст в результате простое число[6].
- Это число можно получить, применив следующую последовательность операций к ряду последовательных простых чисел от 2 до 13: 22+3!+5!+72−11-13 = 155[6].
- Число 155 представляет собой целую часть результата деления простого числа 332 на 2[9].
- 155 — шестое 17-угольное число[10].
- Одиозное число
- Плоское число
- Недостаточное число

## Абджадия
- المعيد — Аль-Муид[11].

## Библеистика
155-я глава — «Путь мимо Едома, Моава и Аммона», 2-я глава Второзакония.
155-е слово в нумерации Стронга:
- ивр. דֶּרֶת‎ — широкая, ширь; широкая верхняя одежда, мантия; великолепие[14].
- греч. αἴτημα — прошение, просьба, просимое, требование, желание[15].

## Музыка
155 - песня группы +44 с альбома When Your Heart Stops Beating